# Elemento de máquina

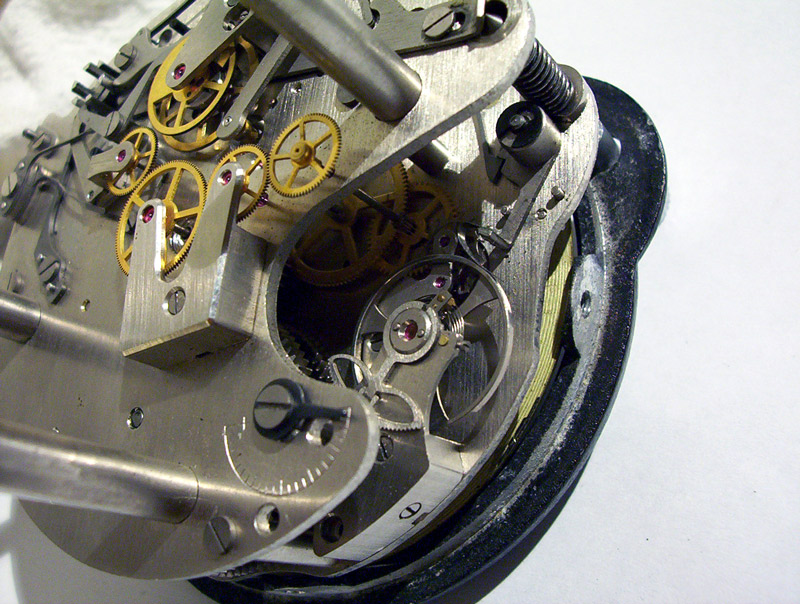
Diferentes elementos de máquina (cronógrafo de aviación de Rusia)

En mecánica, el elemento de máquina es una pieza con función de máquina simple que se ensambla y que contribuye, junto a otras de igual o distinta función, a crear un mecanismo.[cita requerida]

## Elementos

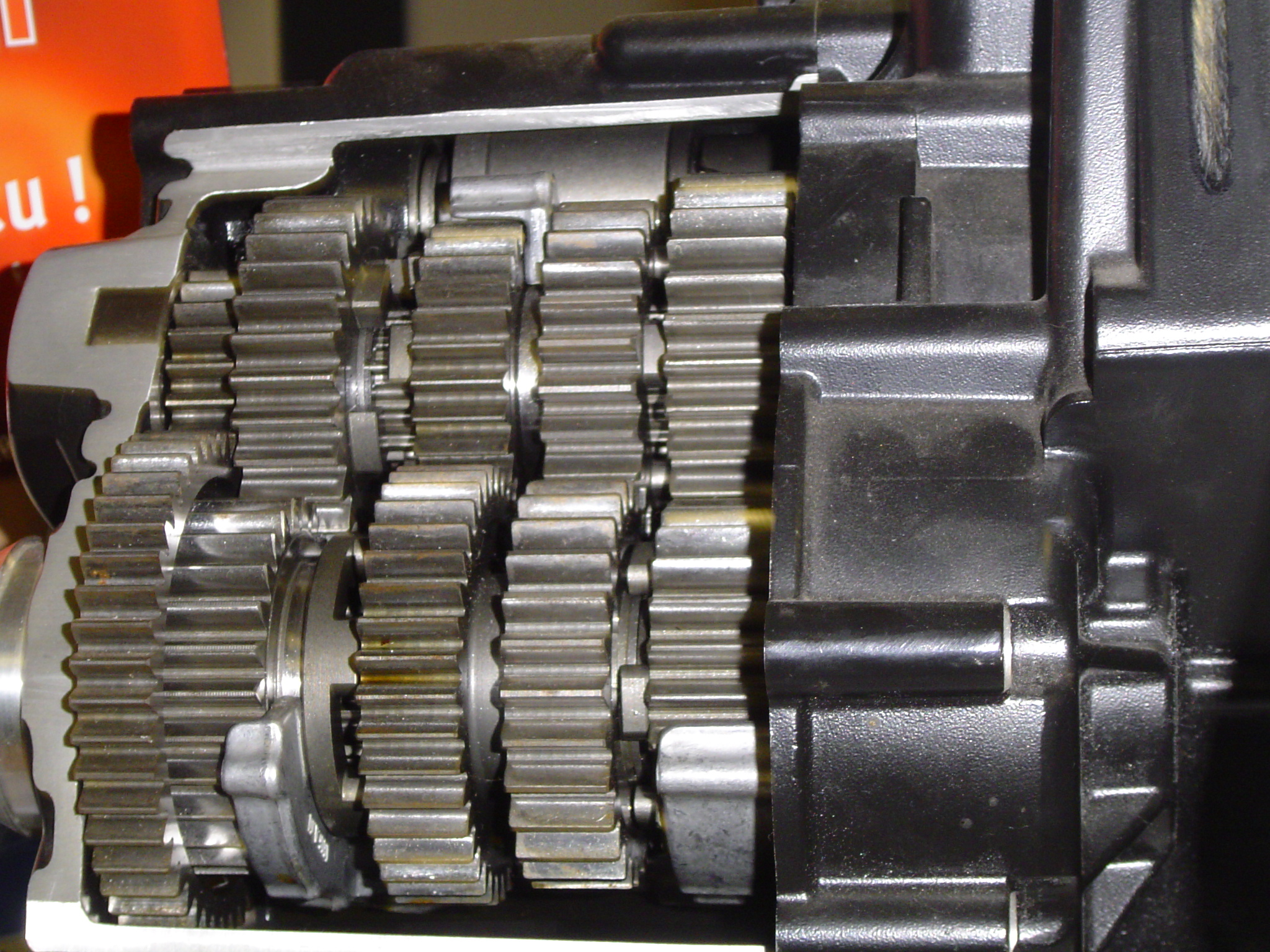
Engranajes de la caja de cambios de un motor

| Español        | Español     | Español              | Inglés        |
| Tipo           | Subtipo     | Elemento             | Inglés        |
| -------------- | ----------- | -------------------- | ------------- |
| Estructural    |             | Bancada              |               |
| Estructural    | Bastidor    |                      |               |
| Estructural    | Soporte     |                      |               |
| de Unión       | Fija        | Grapa                |               |
| de Unión       | Fija        | Pasador              | Pin           |
| de Unión       | Fija        | Remache              | Rivet         |
| de Unión       | Fija        | Soldadura            | Weld          |
| de Unión       | Desmontable | Arandela             | Washer        |
| de Unión       | Desmontable | Chaveta              | Key           |
| de Unión       | Desmontable | Tornillo             | Screw         |
| de Unión       | Desmontable | Tuerca               | Nut           |
| de Unión       | Desmontable | Perno                | Bolt          |
| de Transmisión | Rotacional  | Árbol                | Shaft         |
| de Transmisión | Rotacional  | Engranaje            | Gear          |
| de Transmisión | Rotacional  | Husillo              | Spindle       |
| de Transmisión | Rotacional  | Leva                 | Cam           |
| de Transmisión | Rotacional  | Rueda de balance     | Balance wheel |
| de Transmisión | Rotacional  | Rueda de escape      | Escape wheel  |
| de Transmisión | Rotacional  | Sprocket             | Sprocket      |
| de Transmisión | Rotacional  | Tornillo de potencia | Leadscrew     |
| de Transmisión | Pivotal     | Balancín             | Rocker arm    |
| de Transmisión | Pivotal     | Manivela             | Crank         |
| de Transmisión | Pivotal     | Palanca              | Lever         |
| de Transmisión | Lineal      | Cable                | Cable         |
| de Transmisión | Lineal      | Cadena               | Chain         |
| de Transmisión | Lineal      | Correa (Banda)       | Band          |
| de Transmisión | Lineal      | Cremallera           |               |
| de Transmisión | Angular     | Biela                | Rod           |
| de Transmisión | Angular     | Enlace               | Link          |
| de Soporte     |             | Anillo               | Ring          |
| de Soporte     |             | Anillo O             | O Ring        |
| de Soporte     |             | Cojinete             | Bearing       |
| de Soporte     | Corredera   |                      |               |
| de Soporte     |             | Cruceta              | Crosshead     |
| de Soporte     |             | Espaciador           | Spacer        |
| de Soporte     |             | Resorte              | Spring        |

## Equipo auxiliar

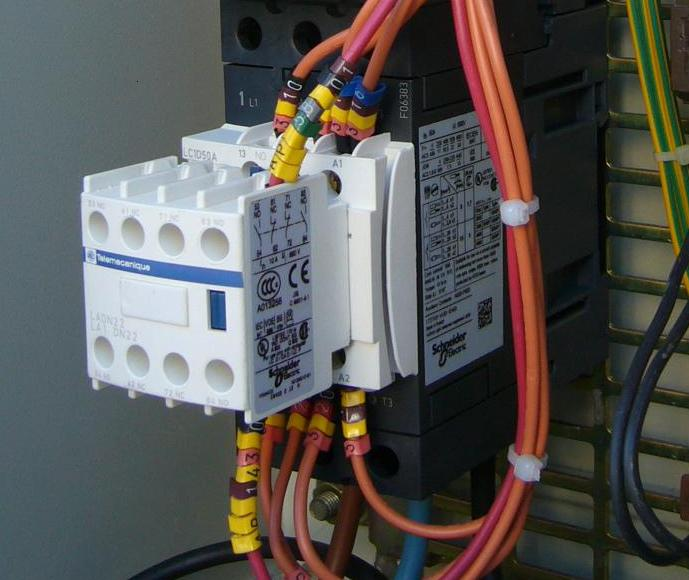
Contactor de CA para la aplicación de bombeo

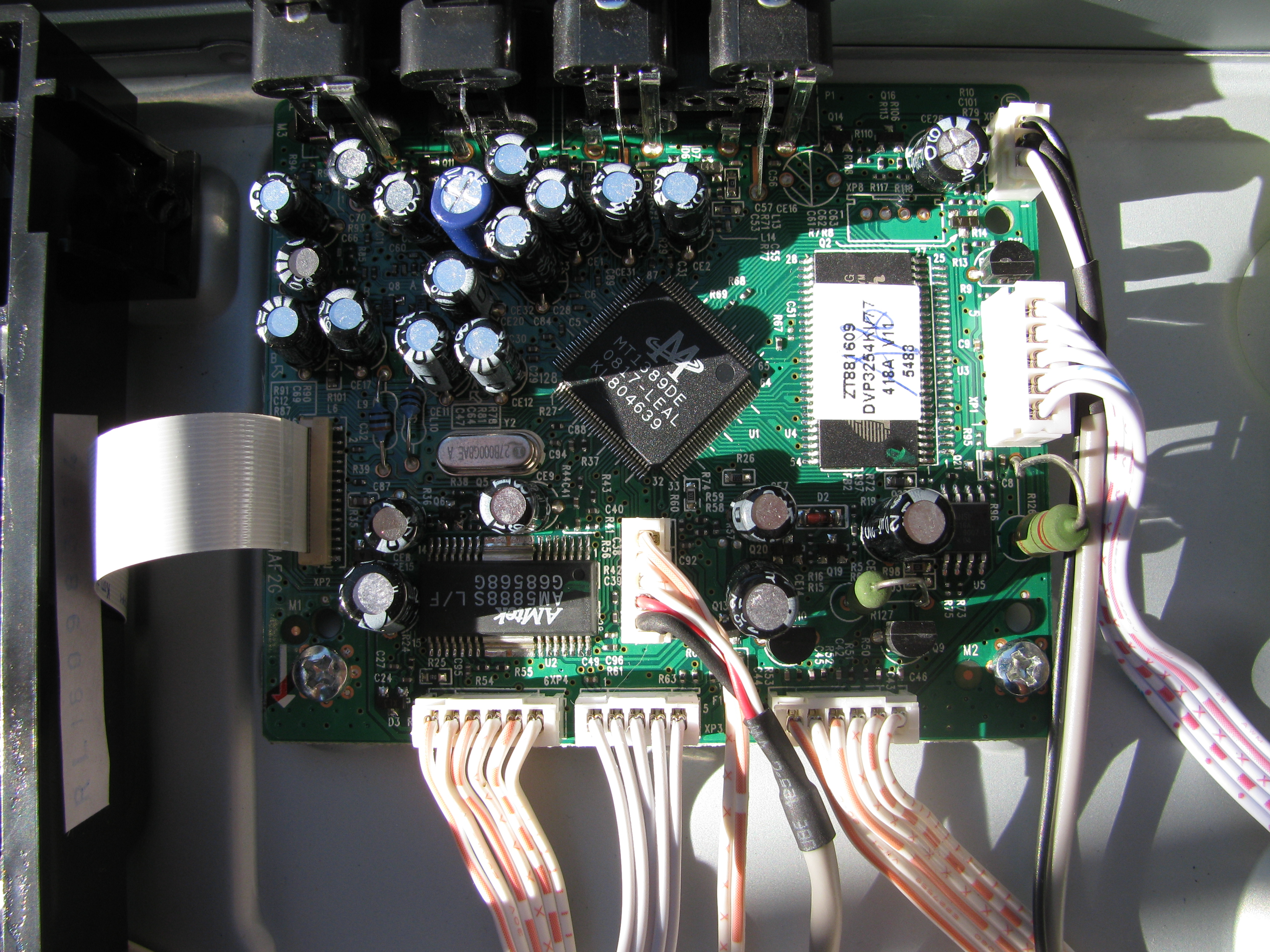
Circuito impreso de un reproductor de DVD Philips

| Tipo                | Auxiliar        |
| ------------------- | --------------- |
| Potencia            | Motor eléctrico |
| Control físico      | Conmutador      |
| Control físico      | Contactor       |
| Control físico      | Interruptor     |
| Control físico      | Pulsador        |
| Control físico      | Solenoide       |
| Control electrónico | Relé            |
| Control programado  | PLC             |
| Control programado  | DCL             |
| Control programado  | PIC             |
| Control programado  | SCADA           |